# Yes productions
 (août 2012).
Si vous disposez d'ouvrages ou d'articles de référence ou si vous connaissez des sites web de qualité traitant du thème abordé ici, merci de compléter l'article en donnant les références utiles à sa vérifiabilité et en les liant à la section « Notes et références ».
Yes Productions est une société de production créée par l'actrice et productrice Corinne Touzet en 2006.
Fin 2008, Corinne Touzet édite et met en vente deux coffrets de DVD regroupant les principaux films produits par Yes Productions. En mars 2009, les DVD sont mis en vente en version unitaire.

## Filmographie
- 2001 : La vie au grand air
- 2001 : Et demain, Paula ?
- 2003 : Valentine
- 2004 : Un parfum de Caraïbe
- 2005 : L’enfant de personne
- 2005 : Maldonne
- 2006 : Valentine & Cie
- 2007 : Une maman pour un cœur
- 2011 : Mister Bob
- 2012 : Un crime oublié